# موميتازون فوروات
موميتازون (بالإنجليزية Mometasone)، ويُعرف أيضًا بموميتازون فوروات، دواء ستيرويدي يُستخدم في علاج بعض الأمراض الجلدية وحمى القش والربو. يفيد هذا الدواء في الوقاية من هجمات الربو أكثر من علاجها، ويمكن تطبيقه على الجلد أو الأنف أو استخدام شكله الإنشاقي. يُستخدم موميتازون فوروات (وليس الموميتاوزون) في المنتجات الطبية.
تشمل التأثيرات الجانبية الشائعة عند استخدام الدواء في علاج الربو كلًا من الصداع وألم الحلق وداء المبيضات، لذلك يوصى بغسل الفم بعض استعماله. قد يزيد استخدامه طويل الأمد من خطورة الزرق والساد العيني. تشمل آثاره الجانبية عدوى السبيل التنفسي العلوي والرعاف عند تطبيقه على الأنف، وظهور حب الشباب وضمور الجلد والحكة عند تطبيقه على الجلد. يعمل الدواء على تخفيف الاستجابة الالتهابية.
سُجلت براءة اختراع الدواء عام 1981 ودخل الاستخدام الطبي عام 1987، وأُدرج في قائمة الأدوية الأساسية في منظمة الصحة العالمية، وهو متاح في الأسواق على شكل دواء مكافئ. في عام 2017 احتل موميتازون المرتبة 197 بين الأدوية الأكثر وصفًا في الولايات المتحدة بأكثر من مليوني وصفة طبية.

## الاستخدامات الطبية
يُستخدم موميتازون في علاج أمراض الجلد الالتهابية (مثل التهاب الجلد والصداف/الشكل الموضعي) والتهاب الأنف التحسسي (مثل حمى القش/الشكل الموضعي) والربو (الشكل الإنشاقي) عند المرضى غير المستجيبين على الستيرويدات القشرية الأضعف، إضافةً إلى تضيق قلفة القضيب.
يُعد الموميتازون أقوى فعاليةً من الهيدروكورتيزون وأضعف من الديكساميتازون. تقترح بعض الأدلة منخفضة الجودة استخدام الموميتازون لتخفيف أعراض فرط تصنع الناميات عند الأطفال.
يُستخدم الدواء في تخفيف الالتهاب والحكة في الأمراض الجلدية التي تستجيب للعلاج بالهرمونات القشرية السكرية مثل الصداف والتهاب الجلد التأتبي. يمكن تطبيق الدواء عند البالغين والمعمرين والأطفال الأكبر من سنتين لتخفيف أعراض حمى القش (التهاب الأنف التحسسي الموسمي) والحساسيات الأخرى (التهاب الأنف الحولي) التي تشمل احتقان الأنف والسيلان الأنفي والحكة والعطاس، وفي علاج السلائل الأنفية، لكنه لا يفيد في حالات الزكام.

### الربو
يمكن استخدام موميتازون فوروات مع فورموتيرول لعلاج الربو بسبب خصائصه المضادة للالتهاب.

## مضادات الاستطباب
يُنصح بتجنب استخدام الموميتازون الإنشاقي أو الأنفي إذا:
- كان المريض مصابًا بالزرق أو الساد.
- إذا كان يعاني من فرط الحساسية لأي من مكوناته.

يجب أن يخضع المعالجون بالدواء الأنفي أو الإنشاقي لفترات طويلة (أكثر من ثلاثة أشهر) لفحوص عينية دورية لاستقصاء الزرق والساد، ويجب أن يحتاطوا من العدوى عبر أخذ المتممات الحاوية على فيتامين د والابتعاد عن المصابين بأمراض أخرى (مثل جدري الماء والحصبة والزكام والإنفلونزا وكوفيد-19) والغسيل الجيد للأطعمة وتنظيف اليدين واستشارة طبيب الأسرة مع ظهور أولى علامات العدوى الشديدة.
- يجب أن يتجنب المرضى استخدام الموميتازون الموضعي (الكريم الجلدي) إذا عانوا من فرط الحساسية لأي من مكوناته.

ينتمي موميتازون فوروات إلى الفئة سي من أدوية الحمل، وبالتالي لا يمكن استبعاد تأثيراته الضارة على الجنين، ولا يوصى باستخدامه لدى الحوامل.

## التأثيرات الجانبية
قد يسبب الإرذاذ الأنفي للموميتازون الآثار الجانبية التالية:
- الصداع.
- العدوى الفيروسية في السبيل التنفسي العلوي.
- التهاب الحلق.
- الرعاف.
- السعال.
- ألم العضلات والمفاصل.

تشمل الآثار الجانبية الخطيرة كلًا من القلاع (عدوى فطرية في الأنف والحلق) وبطء شفاء الجروح والاضطرابات العينية مثل الزرق والساد وضعف الجهاز المناعي (العوز المناعي) الذي يسبب زيادة قابلية العدوى وقصور الكظر.
قد يسبب الشكل الإنشاقي للموميتازون في سياق علاج الربو التأثيرات الجانبية التالية:
- الصداع.
- انسداد الأنف أو سيلانه.
- تورم الأنف والحلق والجيوب الأنفية.
- الأعراض الشبيهة بالإنفلونزا.
- الألم خلال الدورة الشهرية (عسرة الطمث).

قد تشمل التأثيرات الجانبية الخطيرة كلًا من التفاعلات التحسسية (صدمة الحساسية) وزيادة خطورة الإصابة بهشاشة العظام والزرق والساد وظهور القلاع في الفم والحلق وتأخر النمو عند الأطفال والتشنج القصبي وقصور الكظر وضعف الجهاز المناعي الذي يسبب زيادة قابلية الإصابة بالعدوى.
قد تسبب المنتجات الموضعية من الدواء (الكريم الجلدي) كلًا من:
- الحروق والحكة في أماكن تطبيق الدواء.
- العد (حب الشباب).
- تغير لون الجلد.
- جفاف موقع تطبيق الكريم.
- القرحات الجلدية.
- يُعد قصور الكظر التأثير الجانبي الخطير الوحيد المعروف للشكل الموضعي من الموميتازون.